# فؤاد فرغلي
فؤاد فرغلي (3 سبتمبر 1958 - 14 نوفمبر 2000)، ممثل مصري. بدأ مشواره الفني في أواخر ثمانينات القرن العشرين، عمل بالمسرح والتلفزيون والسينما. اشترك بأدوار ثانوية في عدة أعمال مع الفنان عادل إمام حيث مثل معه بالعديد من الأفلام والمسرحيات من أهمها مسرحية الزعيم عام 1993، وفيلم حنفي الأبهة عام 1990، وفيلم شمس الزناتي عام 1991، وفيلم الإرهاب والكباب عام 1992، وفيلم بخيت وعديلة عام 1995، وفيلم طيور الظلام 1995.

## أعماله الفنية

### الأفلام[1][2][3][4]
- الواد محروس بتاع الوزير: 1999
- اضحك الصورة تطلع حلوة: 1998
- رسالة إلى الوالي: 1998
- القبطان: 1997
- النوم في العسل: 1996
- الجراج: 1995
- بخيت وعديلة: 1995
- طيور الظلام: 1995
- سواق الهانم: 1994
- 85 جنايات: 1993
- الشطار: 1993
- مستر كاراتيه: 1993
- الإرهاب والكباب: 1992
- دسوقي أفندي في المصيف: 1992
- اللعب مع الكبار: 1991
- سمع هس: 1991
- شمس الزناتي: 1991
- مسجل خطر: 1991
- حنفي الأبهة: 1990
- ليلة عسل: 1990
- الفتى الشرير: 1989
- المولد: 1989
- الدرجة الثالثة: 1988
- الإنسان واللص

### المسلسلات
- قط وفار: 1998
- أبناء دهشان: 1997
- عباسية واحد: 1997
- عوضين وإمبراطورية عين: 1997
- فرط الرمان: 1997
- أبيض وإسود: 1996
- أمر إزالة: 1996
- نوادر العرب: 1996
- حكايات مجنونة: 1995
- شيء في صدري: 1995
- المتزوجون في التاريخ: 1993 (فوازير)
- المحاكمة: 1993
- البحث عن عبده: 1992
- العرضحالجي: 1992
- زمن الحلم الضائع: 1992
- مملوك في الحارة: 1991
- البحث عن فرصة: 1990
- ناس وناس ج2: 1990
- بنات زينب: 1989
- ناس وناس ج1: 1989
- نقل مخ: 1989
- الظلال: 1986
- نسيج العنكبوت: 1982
- ناس كده وكده

### مسرحيات
- الزعيم: 1993
- سحلب: 1991
- القصير: 1989
- الفرسان الثلاثة

### أعمال أخرى
- ساعة بعمر إنسان: 1993 (سهرة تليفزيونية)
- أحلام صغيرة: 1989 (سهرة تليفزيونية)
- أنين الأشجار (سهرة تليفزيونية)

## روابط خارجية
فؤاد فرغلي على موقع IMDb (الإنجليزية)
- فؤاد فرغلي على موقع الدهليز
- فؤاد فرغلي على موقع قاعدة بيانات الأفلام العربية
- فؤاد فرغلي على موقع قاعدة بيانات الفيلم (الإنجليزية)